# Ставропольская советская республика
Ставропо́льская сове́тская респу́блика — республика, возникшая 1 (14) января 1918 года на территории бывшей Ставропольской губернии Российской империи после объявления там Советской власти. 8 (21) января 1918 вошла в состав Советской России. Столица — Ставрополь. 5—7 июля 1918 года вошла в Северо-Кавказскую Советскую Республику РСФСР.

## Административное управление
Изначально республика имела два органа управления — губисполком (создан 1 (14) января 1918) и совнарком (создан 8 (21) января 1918). Председателем губисполкома был эсер Г. И. Мещеряков, а совнарком возглавлял большевик А. А. Пономарёв. Губисполком издавал газету «Власть труда», а совнарком проводил в жизнь декреты Советской власти.
28 апреля 1918 года эсеры создали в Ставрополе «Военно-революционный комитет» и арестовали А. А. Пономарёва и др. Однако выступление эсеров было подавлено, арестованные освобождены. 9-14 мая 1918 года состоялся чрезвычайный губернский съезд Советов, который избрал новый губисполком, большинство членов которого были большевиками, а председателем был избран А. Дейнеко. Все функции совнаркома были переданы съездом новому губисполкому, который управлял республикой до 5-7 июля 1918 года, когда 1-й съезд Советов Северного Кавказа принял решение о вхождении Ставропольской советской республики в Северо-Кавказскую Советскую Республику РСФСР.